# Linux Magazine
Linux Magazine (ISSN 1806-9428) é uma revista impressa e digital sobre sistemas operacionais de código aberto (principalmente Linux) e programas compatíveis com estes. Publicada no Brasil pela editora Linux New Media do Brasil, a Linux Magazine atualmente possui 84 páginas impressas em quatro cores.
Com o mote "a revista do profissional de TI", a Linux Magazine é voltada aos profissionais do ramo da informática, em especial administradores de sistemas, programadores e gerentes de TI, mas também cobre, eventualmente, outros assuntos, como fotografia digital e multimídia, por exemplo.

## História
A primeira edição da Linux Magazine foi publicada em agosto de 2004, com 100 páginas. O conteúdo da publicação se derivou das revistas publicadas pela editora alemã Linux New Media AG, principalmente Linux Magazin (Alemanha) e Linux Magazine International (Reino Unido). Desde então, cresceu lentamente o número de artigos escritos por autores lusófonos, com algumas edições 80% compostas originalmente em língua portuguesa.
As 16 primeiras edições trouxeram um ou dois CDs com distribuições Linux ou aplicativos de código aberto. A partir da edição 19, a revista passou a circular com 84 páginas, pois teve excluída de seu conteúdo a seção Linux User, destinada a usuários não profissionais. Essa seção foi incorporada ao então novo título da editora, a Easy Linux.

## Outros idiomas
A Linux Magazine circula também em outros países, em seis idiomas no total. Além da edição em língua portuguesa, a de língua alemã é publicada mensalmente na Europa desde 1994; a edição internacional (em língua inglesa) é publicada também no continente europeu desde 2000; há também edições nas línguas espanhola, polonesa e romena.